# Čierna Voda
Čierna Voda (em húngaro: Feketenyék) é um município da Eslováquia, situado no distrito de Galanta, na região de Trnava. Tem 12,14 km² de área e sua população em 2018 foi estimada em 1.375 habitantes.

## Demografia
| Ano:        | 1994 | 2004   | 2014   | 2024   |
| ----------- | ---- | ------ | ------ | ------ |
| Broj ljudi: | 1321 | 1410   | 1377   | 1397   |
| Razlika:    |      | +6,73% | -2,34% | +1,45% |

| Ano:               | 2023 | 2024   |
| ------------------ | ---- | ------ |
| Número de pessoas: | 1408 | 1397   |
| Diferença:         |      | -0,78% |